# Plumularia integra
Plumularia integra är en nässeldjursart som beskrevs av John Fraser 1948. Plumularia integra ingår i släktet Plumularia och familjen Plumulariidae. Inga underarter finns listade i Catalogue of Life.